# Apoteket Vasen, Linköping
Apoteket Vasen är ett apotek i Linköping, som inrättades 1719.

## Historik
Det första apoteket i Linköping Apoteket Vasen grundades 1719. Apoteket fick 1853 ett filialapotek i Åtvidaberg.
Apoteket var 1924 beläget på Storgatan 33.

## Apotekare
- 1737: Conrad Theodor Rosenthal[3]
- 1780-talet: P. A. Cavallin
- 1858: Ludvig Brogren
- 1869–1909: Hjalmar Liedbergius[4]